# Hit Me Hard and Soft
Hit Me Hard and Soft (с англ. — «Ударь меня жестко и нежно») — третий студийный альбом американской певицы Билли Айлиш, вышедший 17 мая 2024 года на лейблах Darkroom и Interscope. Его продюсировал её брат Финнеас О’Коннелл. Песня «Lunch» стала лид-синглом.
Hit Me Hard and Soft возглавил альбомные чарты в 16 странах, включая Австралию, Германию, Ирландию, Новую Зеландию и Великобританию. В США альбом дебютировал на втором месте в Billboard 200. Альбом получил всеобщее признание, критики похвалили его за тексты песен, экспериментальный продакшн и лаконичное время звучания. В поддержку альбома Айлиш отправится в мировой тур Hit Me Hard and Soft: The Tour в сентябре 2024 года.
На 67-и церемонии «Грэмми» альбом и его песни были номинированы в 7 категориях, включая Лучший альбом года, Лучший вокальный поп-альбом, Песня года и Запись года.

## Предыстория
В декабре 2021 года Айлиш начала формулировать идеи для своего третьего студийного альбома с О’Коннелом. В интервью Зейну Лоу для Apple Music она упомянула, что надеется начать писать альбом в 2023 году. В декабре 2023 года Айлиш сказала в эфире Ночного шоу с Джимми Фэллоном, что альбом «почти готов». Три месяца спустя она подтвердила, что альбом прошёл мастеринг.

## Продвижение
В различных новостных статьях сообщалось о рекламных щитах с фрагментами текстов для альбома, которые появились в нескольких городах Австралии, Великобритании и США в апреле 2024 года; хотя в них не упоминалось имя исполнительницы, её фирменный «blohsh» был узнаваем. На рекламных билбордах изображены загадочные тексты, такие как «Она — фары, я — олень» или «Перешёл ли я черту?». Позже Айлиш изменила фотографию своего профиля на «синий круг» и поделилась другим изображением с подписью: «Ты знаешь, как прогнуться?». Айлиш добавила своих подписчиков в Instagram к функции, позволяющей ограниченным аккаунтам видеть эксклюзивные истории, под названием «Близкие друзья». Пост содержит низкокачественное фотоизображение, демонстрирующее руку артистки и изображение её новой татуировки на животе. 29 апреля 2024 года Айлиш объявила о туре Hit Me Hard and Soft: The Tour в поддержку альбома. Тур начнётся 29 сентября 2024 года в Videotron Centre в Квебеке, Канада.
Айлиш представила песни «Lunch», «L’Amour de ma vie» и «Chihiro» во время неожиданного диджей-сета на фестивале Коачелла 13 апреля 2024 года. В интервью, опубликованном 24 апреля, она сказала Rolling Stone, что не будет выпускать синглы до выхода альбома. Она объяснила, что не любит синглы с альбомов, потому что ей «не нравится, когда вещи вырываются из контекста», и сравнила Hit Me Hard and Soft с «семьёй», добавив, что она «не хочет, чтобы один маленький ребёнок был один посреди комнаты». В мае превью песни «Chihiro» было показано в трейлере компьютерной онлайн-игры Fortnite, демонстрирующем второй игровой наряд Айлиш. Песня также будет доступна в качестве «Jam Track» для использования в режиме Fortnite Festival. Кроме того, фрагмент «Birds of a Feather» был показан в промо-клипе к третьему сезону сериала Netflix «Heartstopper». 15 мая Айлиш провела вечеринку для поклонников в Барклайс-центре в Бруклине (Нью-Йорк), на которой состоялась премьера альбома в полном объёме. «Lunch» был выпущен в качестве лид-сингла одновременно с релизом альбома. Он был разослан на итальянские радиостанции 17 мая 2024 года.

## Релиз
Продажи нового альбома были поддержаны его доступностью в девяти виниловых изданиях (в разных цветах — некоторые из них эксклюзивны для определенных розничных сетей). Одно из изданий было подписано и продавалось только в веб-магазине Айлиш — все с одним и тем же треклистом), четыре издания CD (стандартный CD, CD с автографом, продававшийся в ее веб-магазине, CD «splatter», продававшийся в ее веб-магазине, где Айлиш массово разбрызгивала краску на буклеты CD, а затем они были собраны в упаковку, и эксклюзивный диск Target, содержащий постер), один кассетный вариант, стандартный цифровой альбом и три делюксовых цифровых набора (стандартный цифровой альбом с 10 бонусными изолированными вокальными треками 10 песен альбома, версия с 10 бонусными ускоренными версиями и версия с 10 бонусными «замедленными и реверберационными» версиями). Делюксовое цифровое издание с изолированным вокалом продавалось по цене 9,99 доллара, а две другие версии — по 6,99 доллара (и были доступны только в течение ограниченного времени).

## Отзывы
| Совокупная оценка    | Совокупная оценка |
| Источник             | Оценка            |
| -------------------- | ----------------- |
| AnyDecentMusic?      | 8.4/10            |
| Metacritic           | 89/100            |
| Оценки критиков      |                   |
| Источник             | Оценка            |
| AllMusic             | [ 28 ]            |
| Clash                | 9/10              |
| Evening Standard     | [ 30 ]            |
| The Guardian         | [ 31 ]            |
| The Independent      | [ 32 ]            |
| The Line of Best Fit | 9/10              |
| NME                  | [ 34 ]            |
| Pitchfork            | 6.8/10            |
| Rolling Stone        | [ 36 ]            |
| Slant Magazine       | <                 |
| The Telegraph        | [ 37 ]            |

Альбом был одобрительно встречен музыкальными экспертами и обозревателями. На сайте Metacritic, который присваивает нормализованную оценку из 100 по данным профессиональных изданий, Hit Me Hard and Soft получил средневзвешенное среднее 88 балл, основанный на 22 отзывах, что свидетельствует о «всеобщем признании». В пятизвёздочной рецензии Хелен Браун из The Independent похвалила альбом за то, что он «прокладывает себе путь через чудесный лабиринт музыки, чтобы доставить несколько больших эмоциональных ударов».
Нил Маккормик из The Telegraph согласился с пятизвёздочной оценкой, заявив, что «шедевр о разбитом сердце» «богат, странен, умён, печален и достаточно мудр», чтобы сравниться с альбомом Джони Митчелл Blue (1971).
Алексис Петридис, написавший для The Guardian, восхитился «красивыми» мелодиями и «характерными» лирическими штрихами Hit Me Hard and Soft, но подумал, что некоторые элементы альбома могут быть «немного слишком непрозрачными» для его же блага. Томас Смит из NME считает, что хотя Айлиш писала альбом для себя, она создала пластинку, которая «вызовет больший резонанс», чем все, что она делала раньше.

### Итоговые годовые списки
| Публикация/критик      | Список                                     | Ранг | Ссылка |
| ---------------------- | ------------------------------------------ | ---- | ------ |
| AllMusic               | 100 Favorite Albums of 2024                | н/д  | [ 39 ] |
| BBC                    | Best Albums of 2024                        | 4    | [ 40 ] |
| Billboard              | The 50 Best Albums of 2024                 | 5    | [ 41 ] |
| Business Insider       | The Best Albums of 2024                    | 3    | [ 42 ] |
| Complex                | The 50 Best Albums of 2024                 | 5    | [ 43 ] |
| Cosmopolitan           | The Best Albums of 2024                    | н/д  | [ 44 ] |
| DIY                    | The Best Albums of 2024                    | 10   | [ 45 ] |
| Entertainment Weekly   | The 10 Best Albums of 2024                 | 4    | [ 46 ] |
| FLOOD                  | The Best Albums of 2024                    | 4    | [ 47 ] |
| Hot Press              | 50 Best Albums of 2024                     | 4    | [ 48 ] |
| HuffPost               | The Best Albums of 2024                    | н/д  | [ 49 ] |
| Hypebeast              | The 10 Best Music Projects of 2024         | н/д  | [ 50 ] |
| KCRW                   | The 30 Best Albums of 2024                 | 6    | [ 51 ] |
| Los Angeles Times      | The 20 Best Albums of 2024                 | 10   | [ 52 ] |
| Mondo Sonoro           | Los mejores discos internacionales de 2024 | 7    | [ 53 ] |
| NME                    | The 50 Best Albums of 2024                 | 9    | [ 54 ] |
| Paste                  | The 100 Best Albums of 2024                | 68   | [ 55 ] |
| People                 | Top 10 Albums of 2024                      | 6    | [ 56 ] |
| Rolling Stone          | The 100 Best Albums Of 2024                | 5    | [ 57 ] |
| Slant Magazine         | The 50 Best Albums of 2024                 | 3    | [ 58 ] |
| The Associated Press   | Best Albums of 2024                        | н/д  | [ 59 ] |
| The Forty Five         | The Best Albums of 2024                    | 4    | [ 60 ] |
| The Independent        | The Best Albums of 2024                    | 14   | [ 61 ] |
| The Boston Globe       | The 50 Best Albums of 2024                 | 3    | [ 62 ] |
| The Guardian           | The 50 Best Albums of 2024                 | 3    | [ 63 ] |
| The Hollywood Reporter | The 10 Best Albums of 2024                 | 2    | [ 64 ] |
| The Inquirer           | The 15 Best Albums of 2024                 | 7    | [ 65 ] |
| The New Yorker         | The Best Albums of 2024                    | 10   | [ 66 ] |
| The New York Times     | Jon Caramanica's Best Albums of 2024       | 12   | [ 67 ] |
| The New York Times     | Jon Pareles' Best Albums of 2024           | 4    | [ 67 ] |
| The Sunday Times       | 25 Best Albums of 2024                     | 7    | [ 68 ] |
| Variety                | Chris Willman’s Best Albums of 2024        | 4    | [ 69 ] |

## Награды и номинации
| Год  | Награда                       | Категория                       | Результат | Ссылка |
| ---- | ----------------------------- | ------------------------------- | --------- | ------ |
| 2024 | ARIA Music Awards             | Best International Artist       | Номинация | [ 70 ] |
| 2024 | Danish Music Awards           | International Album of the Year | Номинация | [ 71 ] |
| 2024 | Los 40 Music Awards           | Best International Album        | Номинация | [ 72 ] |
| 2025 | Grammy Awards                 | Лучший альбом года              | Номинация | [ 73 ] |
| 2025 | Grammy Awards                 | Лучший вокальный поп-альбом     | Номинация | [ 73 ] |
| 2025 | GLAAD Media Awards            | Outstanding Music Artist        | Номинация | [ 74 ] |
| 2025 | GAFFA Awards (Denmark)        | International Album of the Year | Победа    | [ 75 ] |
| 2025 | iHeartRadio Music Awards 2025 | Album of the Year               | Победа    | [ 76 ] |
| 2025 | American Music Awards 2025    | Album of the Year               | Победа    | [ 77 ] |
| 2025 | American Music Awards 2025    | Favorite Pop Album              | Победа    | [ 77 ] |

## Коммерческий успех
Альбом Hit Me Hard and Soft дебютировал на первом месте в хит-парадах многих стран, включая Австралию, Германию, Ирландию, Новую Зеландию и Великобританию. В США альбом дебютировал на втором месте в Billboard 200 с тиражом 339 000 эквивалентных альбомных единиц — это самая большая неделя продаж в истории Айлиш. Из этой суммы чистые продажи альбома составили 191 000 (лучшая для Айлиш неделя продаж), SEA — 166 500 единиц (что соответствует 193,93 миллионам официальных потоков 10 песен альбома по запросу) и TEA — 1 500 единиц. При этом из 191 000 продаж на виниловые пластинки пришлось 90 000 — это лучшая неделя продаж Айлиш на виниле в её истории. Предыдущим рекордом Айлиш по количеству эквивалентных альбомных единиц был первый студийный альбом When We All Fall Asleep, Where Do We Go? в 2019 году, когда он собрал 313 000 единиц. Ее предыдущая самая большая неделя продаж также пришлась на дебютную неделю альбома When We All Fall Asleep, Where Do We Go? — 170 000. Новая пластинка стала третьим альбомом Айлиш, попавшим в топ-2 чарта (и в топ-10): ранее она возглавляла рейтинг с Happier Than Ever (в 2021 году с дебютным тиражом 238 000 единиц) и When We All Fall Asleep, Where Do We Go?. Диск Hit Me Hard and Soft стал первым студийным альбомом Айлиш, который не занял первое место в чарте (уступив вершину The Tortured Poets Department Тейлор Свифт, которая пятую неделю подряд возглавляла чарт с тиражом в 350 000 единиц), но стал самым продаваемым альбомом в стране за первую неделю как по чистым продажам, так и по общему количеству единиц. Предполагаемая гонка между Айлиш и Свифт за первое место в Billboard 200 стала предметом пристального внимания прессы.
Все 10 песен альбома дебютировали в Топ-40 (Billboard Hot 100), что увеличило общее число композиций Айлиш до 43 в Топ-100 (включая 6 в Топ-10). Альбом Hit Me Hard and Soft возглавил чарт виниловых пластинок Billboard Vinyl Albums (90 000 экз) в 5-й раз в карьере Айлиш после Happier Than Ever (2021), Live at Third Man Records (2020), When We All Fall Asleep, Where Do We Go? (2019) и Don’t Smile at Me (2017). Она обошла Лану Дель Рей и заняла второе место по количеству № 1 среди сольных женщин после Тейлор Свифт, которая лидирует среди всех музыкантов с 13 виниловыми альбомами номер один, начиная с момента появления списка в 2011 году. Айлиш провела 27 недель на первом месте в чарте виниловых альбомов, уступая лишь Свифт, у которой 52 недели лидерства.

## Список композиций
Слова и музыка всех песен — Билли Айлиш и Финнеаса О’Коннелла, все треки спродюсированы Финнеасом.
| №                   | Название             | Длительность |
| ------------------- | -------------------- | ------------ |
| 1.                  | «Skinny»             | 3:39         |
| 2.                  | «Lunch»              | 2:59         |
| 3.                  | «Chihiro»            | 5:03         |
| 4.                  | «Birds of a Feather» | 3:30         |
| 5.                  | «Wildflower»         | 4:21         |
| 6.                  | «The Greatest»       | 4:53         |
| 7.                  | «L'Amour de ma vie»  | 5:33         |
| 8.                  | «The Diner»          | 3:06         |
| 9.                  | «Bittersuite»        | 4:58         |
| 10.                 | «Blue»               | 5:43         |
| Общая длительность: | Общая длительность:  | 43:45        |

## Чарты
| Чарт (2024)                                    | Высшая позиция |
| ---------------------------------------------- | -------------- |
| Австралия (ARIA)                               | 1              |
| Австрия (Ö3 Austria)                           | 1              |
| Бельгия/Фландрия (Ultratop)                    | 1              |
| Бельгия/Валлония (Ultratop)                    | 1              |
| Великобритания (UK Albums Chart)               | 1              |
| Венгрия (MAHASZ)                               | 1              |
| Германия (Offizielle Top 100)                  | 1              |
| Греция (IFPI)                                  | 3              |
| Дания (Hitlisten)                              | 1              |
| Ирландия (Irish Albums Chart)                  | 1              |
| Исландия (Plötutíðindi)                        | 1              |
| Испания (PROMUSICAE)                           | 1              |
| Италия (FIMI)                                  | 2              |
| Канада (Canadian Albums Chart)                 | 1              |
| Литва (AGATA)                                  | 1              |
| Нидерланды (Album Top 100)                     | 1              |
| Новая Зеландия (RMNZ)                          | 1              |
| Норвегия (VG-lista)                            | 1              |
| Португалия (AFP)                               | 1              |
| Словакия (ČNS IFPI)                            | 1              |
| США (Billboard 200)                            | 2              |
| США (Top Rock & Alternative Albums, Billboard) | 1              |
| Финляндия (Suomen virallinen lista)            | 1              |
| Франция (SNEP)                                 | 1              |
| Чехия (ČNS IFPI)                               | 1              |
| Шотландия (Scottish Albums Chart)              | 1              |
| Швейцария (Schweizer Hitparade)                | 1              |
| Швеция (Sverigetopplistan)                     | 1              |
| Япония (Oricon)                                | 12             |
| Япония (Digital Albums, Oricon)                | 9              |
| Япония (Hot Albums, Billboard Japan)           | 15             |

| Чарт (2024)                            | Позиция |
| -------------------------------------- | ------- |
| Австралия (ARIA)                       | 2       |
| Австрия (Ö3 Austria)                   | 2       |
| Бельгия (Ultratop Flanders)            | 2       |
| Бельгия (Ultratop Wallonia)            | 1       |
| Великобритания (UK Albums, OCC)        | 5       |
| Германия (Offizielle Top 100)          | 2       |
| Дания (Hitlisten)                      | 3       |
| Исландия (Tónlistinn)                  | 2       |
| Испания (PROMUSICAE)                   | 11      |
| Италия (FIMI)                          | 23      |
| Канада (Billboard)                     | 13      |
| Мир (Global Albums, IFPI)              | 2       |
| Нидерланды (Album Top 100)             | 2       |
| Новая Зеландия (RMNZ)                  | 2       |
| Португалия (AFP)                       | 2       |
| Словакия (ČNS IFPI)                    | 1       |
| США Billboard 200                      | 11      |
| США Top Alternative Albums (Billboard) | 2       |
| Франция (SNEP)                         | 4       |
| Швейцария (Schweizer Hitparade)        | 2       |
| Швеция (Sverigetopplistan)             | 3       |

## Сертификации
| Регион                                                                      | Сертификация  | Продажи   |
| --------------------------------------------------------------------------- | ------------- | --------- |
| Австралия (ARIA)                                                            | 2× Платиновый | 140 000   |
| Австрия (IFPI Austria)                                                      | Платиновый    | 15 000    |
| Бельгия (BEA)                                                               | 2× Платиновый | 40 000    |
| Бразилия (ABPD)                                                             | Бриллиантовый | 160 000   |
| Канада (Music Canada)                                                       | 3× Платиновый | 240 000   |
| Дания (IFPI Danmark)                                                        | 3× Платиновый | 60 000    |
| Франция (SNEP)                                                              | 2× Платиновый | 200 000   |
| Германия (BVMI)                                                             | Платиновый    | 150 000   |
| Iceland (FHF)                                                               | —             | 3,606     |
| Италия (FIMI)                                                               | Платиновый    | 50 000    |
| Нидерланды (NVPI)                                                           | Платиновый    | 37 200    |
| Новая Зеландия (RMNZ)                                                       | 3× Платиновый | 45 000    |
| Польша (ZPAV)                                                               | 3× Платиновый | 60 000    |
| Португалия (AFP)                                                            | 2× Платиновый | 14 000    |
| Испания (PROMUSICAE)                                                        | Платиновый    | 40 000    |
| Швеция (GLF)                                                                | 2× Платиновый | 60 000    |
| Швейцария (IFPI Switzerland)                                                | Золотой       | 10 000    |
| Великобритания (BPI)                                                        | Платиновый    | 300 000   |
| США (RIAA)                                                                  | 2× Платиновый | 2 000 000 |
| Данные о продажах + прослушиваниях приведены только на основе сертификации. |               |           |

### Комментарии
1. ↑  Символ «blohsh» - это гендерно-нейтральная «фигурка человека, наклонённого влево» дизайн, используемый Айлиш с 2016 года[11].